# U.S. Soccer Athlete of the Year
Il U.S. Soccer Athlete of the Year è un premio calcistico assegnato annualmente dalla Federazione calcistica degli Stati Uniti d'America ai calciatori statunitensi che si sono distinti per le loro prestazioni sportive nella stagione calcistica precedente.
È il maggior riconoscimento calcistico statunitense e viene assegnato ogni anno dal 1984.

## Albo d'oro

### Calcio
| Anno | Atleta dell'anno (maschile) | Atleta dell'anno (femminile) | Miglior giovane (maschile) | Miglior giovane (femminile) | Atleta disabile dell'anno                 |
| ---- | --------------------------- | ---------------------------- | -------------------------- | --------------------------- | ----------------------------------------- |
| 1984 | Rick Davis                  | Non assegnato                | Non assegnato              | Non assegnato               | Non assegnato                             |
| 1985 | Perry Van der Beck          | Sharon Remer                 | Non assegnato              | Non assegnato               | Non assegnato                             |
| 1986 | Paul Caligiuri              | April Heinrichs              | Non assegnato              | Non assegnato               | Non assegnato                             |
| 1987 | Brent Goulet                | Carin Jennings-Gabarra       | Non assegnato              | Non assegnato               | Non assegnato                             |
| 1988 | Peter Vermes                | Joy Biefield                 | Non assegnato              | Non assegnato               | Non assegnato                             |
| 1989 | Mike Windischmann           | April Heinrichs              | Non assegnato              | Non assegnato               | Non assegnato                             |
| 1990 | Tab Ramos                   | Michelle Akers               | Non assegnato              | Non assegnato               | Non assegnato                             |
| 1991 | Hugo Pérez                  | Michelle Akers               | Non assegnato              | Non assegnato               | Non assegnato                             |
| 1992 | Marcelo Balboa              | Carin Jennings-Gabarra       | Non assegnato              | Non assegnato               | Non assegnato                             |
| 1993 | Thomas Dooley               | Kristine Lilly               | Non assegnato              | Non assegnato               | Non assegnato                             |
| 1994 | Marcelo Balboa              | Mia Hamm                     | Non assegnato              | Non assegnato               | Non assegnato                             |
| 1995 | Alexi Lalas                 | Mia Hamm                     | Non assegnato              | Non assegnato               | Non assegnato                             |
| 1996 | Eric Wynalda                | Mia Hamm                     | Non assegnato              | Non assegnato               | Non assegnato                             |
| 1997 | Kasey Keller                | Mia Hamm                     | Non assegnato              | Non assegnato               | Non assegnato                             |
| 1998 | Cobi Jones                  | Mia Hamm                     | Josh Wolff                 | Cindy Parlow                | Non assegnato                             |
| 1999 | Kasey Keller                | Michelle Akers               | Ben Olsen                  | Lorrie Fair                 | Non assegnato                             |
| 2000 | Chris Armas                 | Tiffeny Milbrett             | Landon Donovan             | Aly Wagner                  | Non assegnato                             |
| 2001 | Earnie Stewart              | Tiffeny Milbrett             | DaMarcus Beasley           | Aleisha Cramer              | Non assegnato                             |
| 2002 | Brad Friedel                | Shannon MacMillan            | Bobby Convey               | Lindsay Tarpley             | Non assegnato                             |
| 2003 | Landon Donovan              | Abby Wambach                 | Freddy Adu                 | Cat Reddick                 | Non assegnato                             |
| 2004 | Landon Donovan              | Abby Wambach                 | Eddie Johnson              | Heather O'Reilly            | Non assegnato                             |
| 2005 | Kasey Keller                | Kristine Lilly               | Benny Feilhaber            | Lori Chalupny               | Non assegnato                             |
| 2006 | Oguchi Onyewu               | Kristine Lilly               | Jozy Altidore              | Danesha Adams               | Non assegnato                             |
| 2007 | Clint Dempsey               | Abby Wambach                 | Michael Bradley            | Lauren Cheney               | Non assegnato                             |
| 2008 | Tim Howard                  | Carli Lloyd                  | Sacha Kljestan             | Kristie Mewis               | Non assegnato                             |
| 2009 | Landon Donovan              | Hope Solo                    | Luis Gil                   | Tobin Heath                 | Non assegnato                             |
| 2010 | Landon Donovan              | Abby Wambach                 | Gale Agbossoumonde         | Bianca Henninger            | Non assegnato                             |
| 2011 | Clint Dempsey               | Abby Wambach                 | Brek Shea                  | Sydney Leroux               | Non assegnato                             |
| 2012 | Clint Dempsey               | Alex Morgan                  | Rubio Rubin                | Julie Johnston              | Felicia Schroeder                         |
| 2013 | Jozy Altidore               | Abby Wambach                 | Wil Trapp                  | Lindsey Horan               | Rene Renteria                             |
| 2014 | Tim Howard                  | Lauren Holiday               | DeAndre Yedlin             | Morgan Brian                | Gavin Sibayan                             |
| 2015 | Michael Bradley             | Carli Lloyd                  | Matt Miazga                | Mallory Pugh                | Kevin Hensley                             |
| 2016 | Jozy Altidore               | Tobin Heath                  | Christian Pulisic          | Ashley Sanchez              | Adam Ballou                               |
| 2017 | Christian Pulisic           | Julie Ertz                   | Josh Sargent               | Sophia Smith                | Sean Boyle                                |
| 2018 | Zack Steffen                | Alex Morgan                  | Alexis Méndez              | Tierna Davidson             | Gracie Fitzgerald                         |
| 2019 | Christian Pulisic           | Julie Ertz                   | Sergiño Dest               | Brianna Pinto               | Nick Mayhugh                              |
| 2020 | Weston McKennie             | Samantha Mewis               | Giovanni Reyna             | Naomi Girma                 | Calciatori con disabilità delle giovanili |
| 2021 | Christian Pulisic           | Lindsey Horan                | Ricardo Pepi               | Trinity Rodman              | Non assegnato                             |
| 2022 | Tyler Adams                 | Sophia Smith                 | Yunus Musah                | Jaedyn Shaw                 | Non assegnato                             |
| 2023 | Christian Pulisic           | Naomi Girma                  | Kevin Paredes              | Olivia Moultrie             | Non assegnato                             |
| 2024 | Antonee Robinson            | Alyssa Naeher                | Tanner Tessmann            | Ally Sentnor                | Non assegnato                             |

### Calcio a 5
| Anno | Atleta dell'anno (maschile) | Atleta dell'anno (femminile) |
| ---- | --------------------------- | ---------------------------- |
| 2021 | Diego Moretti               | Non assegnato                |
| 2022 | Diego Burato                | Non assegnato                |
| 2023 | Luciano González            | Non assegnato                |
| 2024 | Luciano González            | Non assegnato                |

### Beach soccer
| Anno | Atleta dell'anno (maschile) | Atleta dell'anno (femminile) |
| ---- | --------------------------- | ---------------------------- |
| 2021 | Nicolás Perea               | Alexandria Hall              |
| 2022 | Nicolás Perea               | Alexandria Hall              |
| 2023 | Gabriel Silveira            | Hannah Adler                 |
| 2024 | Antonio Chávez              | Hannah Adler                 |